# Dave Foster
Dave Foster är en amerikansk trummis. Han var grungebandet Nirvanas tredje trummis och spelade med bandet från mars till maj 1988. Gruppens frontman Kurt Cobain sparkade Foster efter att denne vid upprepade tillfällen inte deltagit vid bandets repetitioner. Droppen som fick bägaren att rinna över var när Foster arresterades för att ha varit i slagsmål med sonen till den dåvarande borgmästaren i Cosmopolis, Washington. Detta gjorde att Foster fick sitta i fängelse i två veckor, fick sitt körkort indraget och att han fick böta tusentals dollar för att täcka offrets sjukhusräkning. Cobain och Krist Novoselic ska inte ha informerat Foster direkt om att han inte var med i bandet längre utan han fick reda på det när han såg en affisch för en konsert med Butthole Surfers och Nirvana, som han inte visste om sedan tidigare.
Efter att han blev utesluten ur Nirvana har Foster spelat med band såsom Suckerpunch, Psycho Samaritan, Helltrout och även medverkat på Mico de Noches album Cherries, där han spelade på låtarna "Dirty Unicorn" och "Tu's Place".